# Fahionably Late (álbum de Honor Society)
Fashionably Late es el título del primer álbum de estudio de Honor Society bajo el sello discográfico Jonas Records con ayuda de Hollywood Records. Salió a la venta el 15 de septiembre de 2009 y su primer y único sencillo es Over You. 

## Lista de canciones
| N.º | Título                 | Autores                                                                          | Duración |
| --- | ---------------------- | -------------------------------------------------------------------------------- | -------- |
| 1   | "Over You"             | Nick Jonas, P.J. Bianco, Michael Bruno, Alexander Noyes, Jason Rosen, Andrew Lee | 3:04     |
| 2   | "Full Moon Crazy"      | Bruno, Noyes, Rosen, Lee, Greg Garbowsky                                         | 3:07     |
| 3   | "My Own Way"           | N. Jonas, Bianco, Bruno, Noyes, Rosen, Lee                                       | 3:38     |
| 4   | "Two Rebels"           | Bruno, Noyes, Rosen, Lee                                                         | 3:32     |
| 5   | "Why Didn't I"         | Bruno, Rosen, Jay Levine                                                         | 3:45     |
| 6   | "Goodnight My Love"    | Bruno, Rosen, Levine                                                             | 3:32     |
| 7   | "Here Comes Trouble"   | Bruno, Noyes, Rosen, Lee, Jared Scharff, Ross Golan                              | 3:17     |
| 8   | "See U In The Dark"    | Bruno, Noyes, Rosen                                                              | 3:07     |
| 9   | "Nobody Has To Know"   | Bruno, Noyes, Rosen                                                              | 2:53     |
| 10  | "Sing For You"         | Bruno, Noyes, Rosen, Lee, N. Jonas, Joe Jonas                                    | 3:45     |
| 11  | "Rock With You"        | N. Jonas, J. Jonas, Kevin Jonas II, John Fields                                  | 3:44     |
| 12  | "Don't Close The Book" | Bruno, Noyes, Rosen, Lee                                                         | 4:09     |
| 13  | "Where Are You Now"    | Tom Higgenson                                                                    | 3:49     |
|     |                        | Tiempo Total:                                                                    | 45:22    |

## Sencillos
- "Where Are You Now" fue un sencillo de Fashionably Late. Originalmente apareció en la banda sonora de la película Bandslam.
- "Over You" es el primer sencillo oficial de este álbum y salió el 27 de agosto de 2009. El video musical salió el 13 de noviembre de 2009 tanto en Youtube como en MySpace. En el videoclip aparecen diferentes fanes que fueron convocadas desde el Twitter oficial de la banda para hacer una aparición como la chica misteriosa a la que busca Michael Bruno.

## Listas de ventas
El álbum debutó en la lista Billboard Magazine Top 200 con el puesto número 18. La semana siguiente cayó hasta el puesto número 183.
En su primera semana, el álbum vendió un total de 22 000 unidades.

## Posicionamiento y certificación
| Lista(2009)   | Posición | Certificación | Ventas |
| ------------- | -------- | ------------- | ------ |
| Billboard 200 | 18       | -             | 22 000 |

## Personal
- Michael Bruno (30)- vocalista, guitarra
- Jason Rosen (31) - vocalista, guitarra, teclado
- Andrew Lee (30) - vocalista, bajo
- Alexander Noyes (24) - vocalista, batería